# Лорд Белхейвен и Стентон
Лорд Белхейвен и Стентон в графстве Хаддингтон — наследственный титул в системе Пэрства Шотландии. Он был создан 15 декабря 1647 года для сэра Джона Гамильтона, 2-го баронета (ум. 1679) с правом наследования титула для его мужских потомков.

## История
Эта ветвь известной семьи Гамильтон происходил от Джона Гамильтона из Брумхилла (ум. 1550), незаконнорождённого сына Джеймса Гамильтона, 1-го лорда Гамильтона, и сводного брата Джеймса Гамильтона, 1-го графа Аррана. В 1512 году рождение Джона было узаконено. Его внук, Джеймс Гамильтон, в частности, служил шерифом Пертшира. В 1634 году для Джеймса Гамильтона был создан титул баронета из Брумхилла в Баронетстве Новая Шотландия. Его сменил его сын, вышеупомянутый Джон Гамильтон, 2-й баронет (ум. 1679), который в 1647 году был возведен в звание пэра Шотландии как барон Белхейвен и Стентон. В следующем 1648 году Джон Гамильтон находился в составе шотландской армии в Англии и участвовал в битве при Престоне.
Не имея наследником мужского пола, Джон Гамильтон в 1675 году сдал лордство короне, а взамен получил новый патент на этот же титул с правом наследования для своего родственника Джона Гамильтона Прессманнана, мужа его внучки Маргарет. После его смерти в 1679 году титул баронета угас, а титул барона унаследовал в соответствии с новым патентом Джон Гамильтон Прессманнан, 2-й лорд Белхейвен и Стентон (1656—1708). Он был старшим сыном Роберта Гамильтона, лорда Прессманнана (ум. 1696), и потомком Джона Гамильтона, брата Клода Гамильтона, деда 1-го лорда. После его смерти в 1708 году титул перешел к его сыну, Джону Гамильтону, 3-му лорду (ум. 1721). Он заседал в Палате лордов в качестве шотландского пэра-представителя (1715—1721). В 1721 году он был назначен губернатором Барбадоса, но утонул на пути к острову. После смерти в 1777 году его младшего сына, Джеймса Гамильтона, 6-го лорда Белхейвена и Стентона, линия 2-го лорда прервалась.
Затем возникли споры из-за наследования титула. В 1777 году на титул претендовал капитан Уильям Гамильтон, потомок Джона Гамильтона из Колтнесса, младшего брата Джона Гамильтона из Удстона, чей сын Джеймс Гамильтон был дедом 2-го лорда Белхейвена и Стентона. Его дед Джон Гамильтон был братом вышеупомянутого Клода Гамильтона, деда 1-го лорда Белхейвена и Стентона. В 1790 году Уильям Гамильтон выиграл на выборах шотландских пэров, но Комитет по привилегиям Палаты лордов в 1793 году постановил, что это голосование недействительно. Титул лорда был передал Уильму Гамильтону, 7-му лорду Белхейвену и Стентону (1765—1814). Он был сыном Роберта Гамильтона из Уишоу (который был признан как де-юре 6-й лорд) и внуком Роберта Гамильтона Младшего из Уишоу, сына Роберта Гамильтона, 3-го из Уишоу, сына Уильяма Гамильтона, 1-го из Уишоу (ум. 1724), сына Джона Гамильтона из Удстона, внука Джона Гамильтона, брата вышеупомянутого Клода Гамильтона, деда 1-го лорда.
7-му лорду наследовал его сын, Роберт Монтгомери Гамильтон, 8-й лорд Белхейвен и Стентон (1793—1868). Он заседал в Палате лордов в качестве шотландского пэра-представителя (1819—1831), а также служил лордом-лейтенантом Ланаркшира (1863—1868). В 1831 году для него был создан титул барона Гамильтона из Уишоу в графстве Ланаркшир (Пэрство Соединённого королевства), который давал ему автоматическое место в Палате лордов. Тем не менее, после его смерти в 1868 году титулы лорда Белхейвена и Стентона и барона Гамильтона из Уишоу стали бездействующими. В 1875 году Палата лордов постановила, что законным преемником является Джеймс Гамильтон, 9-й лорд Белхейвен и Стентон (1822—1893). Он был сыном Арчибальда Гамильтона, внука Джеймса Гамильтона, младшего сына вышеупомянутого Роберта Гамильтона Младшего из Уишоу. Лорд Белхейвен и Стентон занимал должность лорда-лейтенанта Ланаркшира.
У 9-го лорда было семь дочерей, но ни одного сына. После его смерти на титул претендовал его родственник Александр Чарльз Гамильтон, 10-й лорд Белхейвен и Стентон (1840—1920). Он был сыном депутата Уильяма Джона Гамильтона, сына Уильяма Ричарда Гамильтона (1777—1859), сына преподобного Энтони Гамильтона (архидиакона Колчестера), сына Александра Гамильтона, младшего сына вышеупомянутого Уильяма Гамильтона, 3-го из Уишоу. В 1894 году Палата лордов признала его в качестве 10-го лорда Белхейвена и Стентона. Он заседал в Палате лордов Великобритании в качестве шотландского пэра-представителя с 1900 по 1920 год. Ему наследовал его племянник, подполковник Роберт Эдвард Арчибальд Гамильтон-Удни, 11-й лорд Белхейвен и Стентон (1871—1950). Он был офицером в индийской армии, а также заседал в Палате лордов в качестве шотландского пэра-представителя (1922—1945). В 1934 году он принял дополнительную фамилию «Удни». Тем не менее, ни один из последующих лордов не использовал эту фамилию.
В настоящее время носителем титула является его правнук, Фредерик Кармайкл Артур Гамильтон, 14-й лорд Белхейвен и Стентон (род. 1953), который наследовал своему отцу в 2020 году.

## Баронеты Гамильтон из Брумхилла (1634)
- 1634—1645: Сэр Джеймс Гамильтон, 1-й баронет (ум. ок. 1645), единственный сын Клода Гамильтона из Брумхилла (ум. 1605);
- 1645—1679: Сэр Джон Гамильтон, 2-й баронет[англ.] (ум. 17 июня 1679), единственный сын предыдущего, лорд Белхейвен и Стентон с 1647 года.

## Лорды Белхейвен и Стентон (1647—1675)

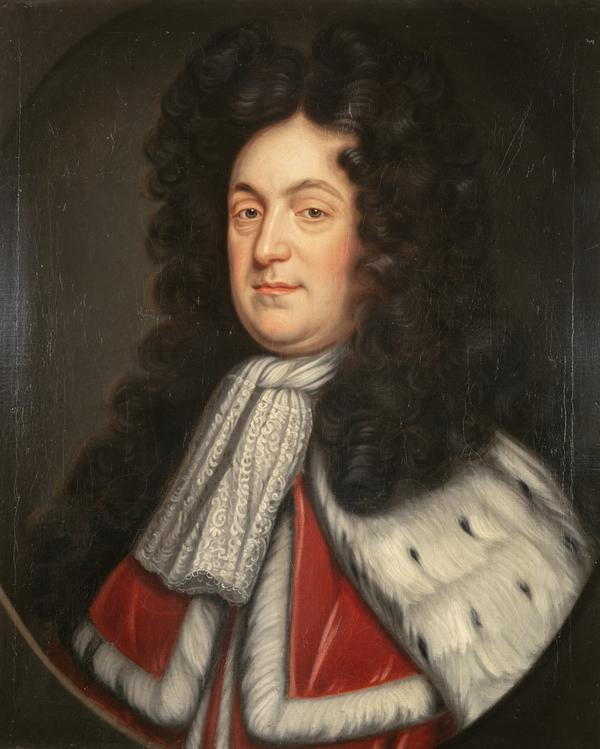
Гамильтон, Джон, 2-й лорд Белхейвен и Стентон (1656—1708)

- 1647—1679: Джон Гамильтон, 1-й лорд Белхейвен и Стентон[англ.] (ум. 17 июня 1679), сын сэра Джеймса Гамильтона, 1-го баронета из Брумхилла;
- 1679—1708: Джон Гамильтон, 2-й лорд Белхейвен и Стентон[англ.] (5 июля 1656 — 21 июня 1708), сын сэра Роберта Гамильтона, лорда Прессменнана (ум. 1695), и Маргарет Гамильтон (ум. 1717), внук Энн Гамильтон, дочери Джона Гамильтона, 1-го лорда Белхейвена и Стентона;
- 1708—1721: Джон Гамильтон, 3-й лорд Белхейвен и Стентон (ум. 27 ноября 1721), старший сын предыдущего;
- 1721—1764: Джон Гамильтон, 4-й лорд Белхейвен и Стентон (ум. 28 августа 1764), старший сын предыдущего;
- 1764—1777: Джеймс Гамильтон, 5-й лорд Белхейвен и Стентон (ум. 25 января 1777), младший брат предыдущего;
- 1777—1784: Роберт Гамильтон, 6-й лорд Белхейвен и Стентон (3 мая 1731 — 27 марта 1784), сын Уильяма Гамильтона, 4-го из Уишоу (1690—1756);
- 1784—1814: Уильям Гамильтон, 7-й лорд Белхейвен и Стентон (13 января 1765 — 29 октября 1814), единственный сын предыдущего;
- 1814—1868: Роберт Монтгомери Гамильтон, 8-й лорд Белхейвен и Стентон[англ.] (1793 — 22 декабря 1868), старший сын предыдущего;
- 1868—1893: Джеймс Гамильтон, 9-й лорд Белхейвен и Стентон (29 августа 1822 — 6 сентября 1893), сын Арчибальда Гамильтона (1777—1823), внук Джеймса Гамильтона, 2-го из Стивенстона (1745—1812);
- 1893—1920: Полковник Александр Чарльз Гамильтон, 10-й лорд Белхейвен и Стентон (3 июля 1840 — 31 октября 1920), второй сын Уильяма Джона Гамильтона (1805—1867), внук Уильяма Ричарда Гамильтона (1777—1859);
- 1920—1950: Подполковник Роберт Эдвард Арчибальд Гамильтон-Удни, 11-й лорд Белхейвен и Стентон[англ.] (8 апреля 1871 — 26 октября 1950), единственный сын Арчибальда Уильяма Гамильтона (1847—1886), племянник предыдущего;
- 1950—1961: Роберт Александр Гамильтон Бенджамин, 12-й лорд Белхейвен и Стентон[англ.] (16 сентября 1903 — 10 июля 1961), единственный сын предыдущего;
- 1961—2020: Роберт Энтони Кармайкл Гамильтон, 13-й лорд Белхейвен и Стентон (27 февраля 1927 — 2 декабря 2020), единственный сын предыдущего;
- 2020 — настоящее время: Фредерик Кармайкл Артур Гамильтон, 14-й лорд Белхейвен и Стентон (англ. Frederick Carmichael Arthur Hamilton, 14th Lord Belhaven and Stenton) (род. 27 сентября 1953), единственный сын предыдущего;
  - Наследник титула: достопочтенный Уильям Ричард Гамильтон, мастер Белхейвен (англ. William Richard Hamilton, Master of Belhaven) (род. 30 декабря 1982), старший сын предыдущего.